# Jean Bosler
Jean Bosler (Angers, 24 de marzo de 1878 – Marsella, 25 de septiembre de 1973) fue un astrónomo francés autor de varios libros sobre su campo.
Reclutado por Deslandres como astrónomo del observatorio de París, Bosler descubrió en 1908 líneas espectrales de nitrógeno ionizado en el espectro del cometa Morehouse, lo que era la primera evidencia de aquel elemento en cometas. Realizó muchas otras aportaciones sobre las propiedades físicas y las órbitas de los cometas y fue autor de un informe sobre el estado de la astrofísica en los Estados Unidos como parte del informe anual de 1910 del Instituto Smithsoniano.
En 1912, presentó su tesis doctoral (supervisada por Henri Poincaré) sobre como el campo magnético del Sol, mediante el viento solar como intermediario, explica muchos aspectos de las colas de los cometas, las aurora boreales y australes, las tormentas solares y corrientes telúricas. Durante un eclipse solar en 1914, Bosler observó en la corona solat una nueva banda espectral "intensa y única” que sugería un coronio; aun así, en la década de 1930 se demostró que la causa era una forma altamente ionizada de hierro. En 1916, publicó un análisis de la forma circular de los cráteres lunares causados por el impacto de meteoros.
En 1923 Bosler fue nombrado director del observatorio de Marsella, cargo que ocupó hasta su jubilación en 1948. Simultáneamente, fue profesor en la Universidad de Marsella de 1923 a 1948. Bosler hizo importantes contribuciones a la teoría de la evolución estelar y publicó el primer libro de texto en francés sobre los entonces recientes descubrimientos de Hubble y el trabajo en fenómenos ópticos de físicos como Michelson, Fabry y Perot.
Bosler ganó en 1911 el premio Jules Janssen de la Société astronomique de Francia, y en 1913 el premio Lalande de la Académie des ciencias .

## Libros
- Les théories modernes du soleil (1910)
- L'évolution des étoiles (1923)
- Cours d'astronomie (1928)